# Teufelstür

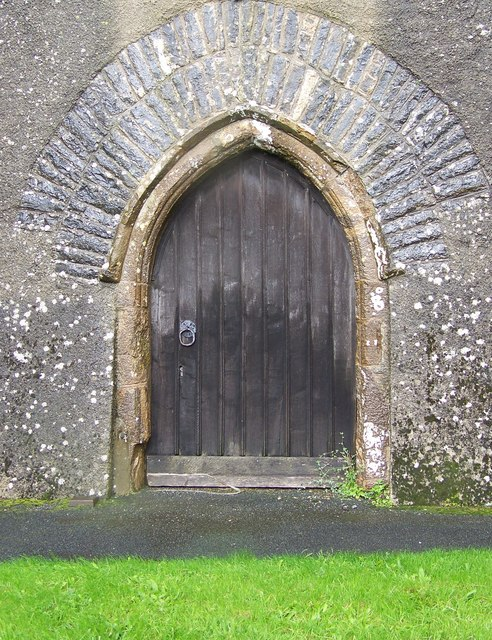
Die Teufelstür an der Kirche St. Peter und St. Paul, Broadhempston, Devon

Teufelstüren, Teufeltüren oder auch Türen des Teufels sind Bezeichnungen aus dem Volksglauben und meist blockierte Türen an der Nordwand einiger mittelalterlicher und älterer Kirchen, vor allem in England. Sie haben ihren Ursprung in der frühen christlichen Ära, als die vorchristliche Anbetung noch beliebt war, und stellten oft nur symbolische Strukturen dar – obwohl sie manchmal als echte Eingänge verwendet wurden. Als ein Grund für das Blockieren der Türen wird oft das Problem genannt, dass die Türe – nachdem sie mit dem Teufel in Berührung gekommen ist – nicht mehr zu schließen sei und deswegen zugemauert werden musste.
Sie sind in England besonders häufig in der historischen Grafschaft Sussex zu finden, wo mehr als 40 bestehende Kirchen eine haben.
In einer Studie aus dem Jahr 2023 argumentiert der Historiker Geoffrey Sedlezky, dass die Idee einer Teufelstür eine Erfindung des späten 19. Jahrhunderts sei. Obwohl sich die Idee auf mittelalterliche liturgische Praktiken bezieht, handelt es sich bei der Annahme, dass die nördliche Kirchentür mit dem Teufel in Verbindung gebracht wurde, um eine retrospektive Rekonstruktion, die größtenteils auf der Beschäftigung mit dem Okkultismus im 19. Jahrhundert beruht. Darüber hinaus bestand großes Interesse an der historisierenden Restaurierung alter Kirchen, wobei nach einer Erklärung für die Existenz verschlossener Nordeingänge gesucht wurde.

## Funktion und Namensherkunft
Um viele dieser Türen ranken sich Sagen um die Namensgebung und warum viele dieser Türen blockiert wurden. Mit der Namensgebung hängt die damit verbundene Funktion der Türen zusammen.

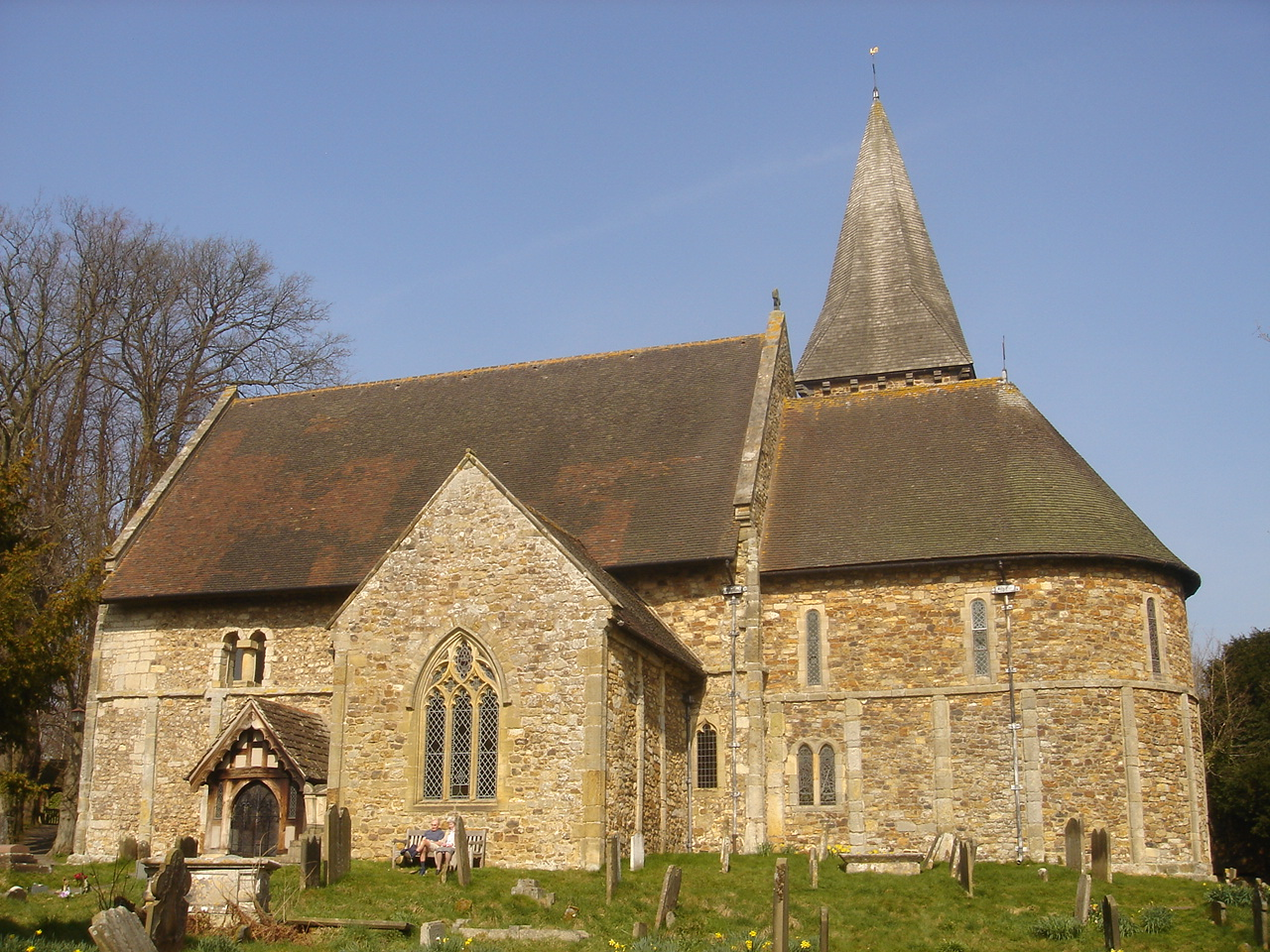
Die sächsische St. Nikolaus-Kirche in Worth, West Sussex, hat eine Teufelstür.

Vor und während des Mittelalters galt die Nordwand einer Kirche als dem Teufel und den Heiden gehörend. Nördlich von Straßen und Wegen wurden immer Kirchen gebaut, um sicherzustellen, dass sich ihr Haupteingang auf der Südseite befand. Es war auch üblich, dass sie auf vorchristlichen heiligen Stätten errichtet wurden. Solche Orte wurden von ihren ehemaligen Anbetern, die sie oft weiterhin besuchten, immer noch als heilig angesehen. Oft wurde ein Eingang in die „heidnische“ Nordseite der Kirche eingefügt, damit sie dort eintreten und anbeten konnten. Durch die Verbindung dieser Seite mit dem Teufel wurde der Name „Teufeltür“ etabliert.
Ein späterer und häufigerer Zweck war es, dem Teufel die Flucht aus der Kirche zu ermöglichen. Ein weit verbreiteter Glaube im Mittelalter hielt fest, dass der Teufel in der Seele eines ungetauften Kindes wohne; bei der Taufe wurde der Teufel aus dem Kind vertrieben und musste gehen können. Dementsprechend wurde zu diesem Zweck oft eine Tür in die Nordwand eingebaut, die während der Taufzeremonie kurz offen gehalten wurde. Diese Türen waren oft zu klein, um wirklich genutzt zu werden, und waren daher nur figürlich. Die meisten der verbleibenden Türen wurden zugemauert, angeblich, um das Wiedereindringen des Teufels zu verhindern.
Wieder andere Sagen begründen den Namen der Türe darin, dass der Teufel sie genutzt habe, um so in die Kirche zu gelangen oder zumindest mit dieser Türe in Berührung gekommen sei. Vermutlich handelt es sich deswegen auch  nie um das Haupteingangsportal der Kirche, welches als Teufelstüre bezeichnet wird, da dieses bei der Einweihung gesegnet wird und ein Weihwasserbecken für das Segnen der Kirchengänger besitzt.

## Beispiele

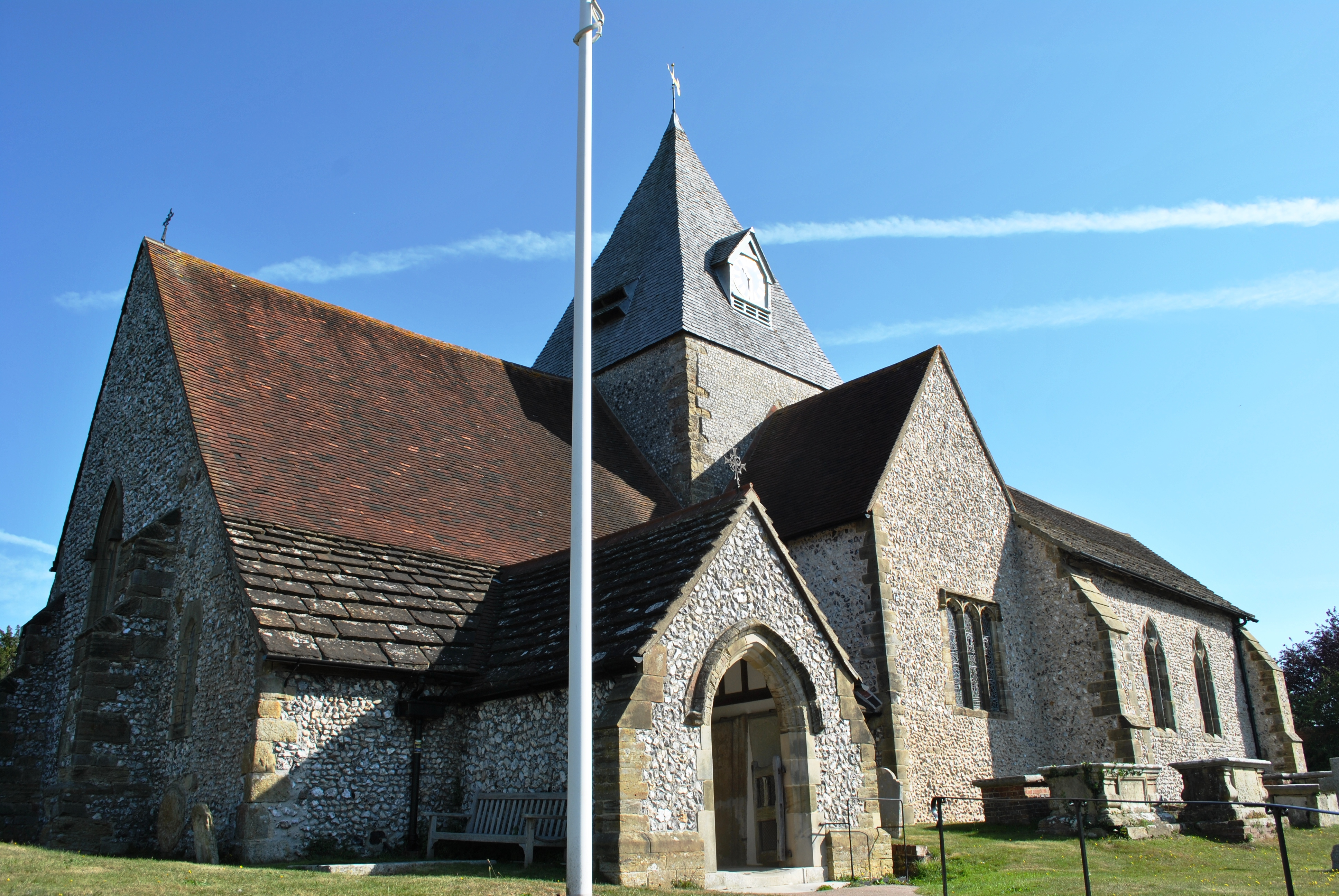
St. Margaretenkirche, Ditchling, Teufelstür

Teufelstüren finden sich in vielen nordeuropäischen Regionen. Besonders häufig sind sie in Großbritannien zu finden, aber sie konzentrieren sich auf Sussex: Kirchen in dieser Grafschaft mit sichtbaren Beispielen sind St. Margaret’s Church, Ditchling; St. Peter’s Church, Hamsey; St. Helen’s Church, Hangleton; All Saints Church, Patcham; St. Mary the Blessed Virgin, Sompting und St. Nicholas’ Church, Worth.